# Bergheim (Haut-Rhin)
Bergheim ist eine französische Gemeinde mit 2061 Einwohnern (Stand 1. Januar 2022) im Département Haut-Rhin in der Region Grand Est (bis 2015 Elsass). Sie ist Mitglied des Gemeindeverbandes Pays de Ribeauvillé.
Bergheim besitzt eine vollständig umschließende doppelte Stadtmauer mit zahlreichen Wehrtürmen und einem Stadttor, dem Obertor, aus dem 14. Jahrhundert. Das zweite Stadttor am anderen Ende der Stadt existiert nicht mehr.
2022 wurde Bergheim mit dem Prädikat Die schönsten Dörfer Frankreichs ausgezeichnet.

## Geographie
Bergheim liegt im Oberelsass zwischen Colmar (16 km südlich) und Schlettstadt (11 km nördlich) in der Oberrheinebene.
Das Städtchen ist ein typischer Weinort mit zwei bekannten Weinlagen, dem Altenberg de Bergheim und dem Kanzlerberg. Es liegt an der Elsässer Weinstraße. Das Gemeindegebiet gehört zum Regionalen Naturpark Ballons des Vosges.

## Geschichte
Während der fränkischen Zeit (465) hieß der Ort Berchem. In den nachfolgenden Jahrhunderten wurde der Ort erwähnt als Perechheim (728), villa Bercheim (768), Berchem (11. Jh.), Berghein (1297), Bergkein (1278 ff.), Berchein (1302), Berghein (1305), Bergheim (1314), Berckheim (1434), Obernperckhaim (1446), statt Obernbergkeym und als Berckhin (1509).
Auf der Gemarkung sind Siedlungsspuren aus der Römerzeit freigelegt worden, im Jahr 1848 ein großes Mosaik (heute im Musée d’Unterlinden in Colmar), im Jahre 2006 dann ein weiteres.
Im Mittelalter war Bergheim freie Stadt der Herrschaft Rappoltstein im Heiligen Römischen Reich. Im Jahr 1313 erhielt die Stadt das Recht, Münzgeld zu prägen und Zölle zu erheben. Nachdem der Graf von Rappoltstein sich bereits im Jahr 1665 für einen Teil seiner Ländereien dem Königreich Frankreich unterworfen hatte, wurde 1680 auch der Rest seiner Herrschaft durch einseitigen Beschluss der Reunionskammern von Frankreich annektiert.
Durch den Frankfurter Frieden vom 10. Mai 1871 kam das Gebiet an das deutsche Reichsland Elsaß-Lothringen, und das Dorf wurde dem Kreis Rappoltsweiler im Bezirk Oberelsass zugeordnet. Nach dem Ersten Weltkrieg musste die Region aufgrund der Bestimmungen des Versailler Vertrags 1919 an Frankreich abgetreten werden. Im Zweiten Weltkrieg war das Gebiet von der deutschen Wehrmacht besetzt, und der Ort stand bis 1944 unter deutscher Verwaltung. Die Synagoge von Bergheim wurde verwüstet und geplündert und die in der Gemeinde verbliebenen jüdischen Bewohner 1940 nach Südfrankreich deportiert.

### Demographie
| Jahr | Einwohner | Anmerkungen |
| ---- | --------- | --- |
| 1793 | 2546      | [ 5 ] |
| 1821 | 3194      | davon 2734 Katholiken und 460 Juden                                                                                  |
| 1836 | 3659      | [ 7 ] |
| 1861 | 3100      | [ 8 ] |
| 1866 | 3089      | [ 9 ] |
| 1872 | 3072      | am 1. Dezember, in Häusern                                                                                           |
| 1880 | 2771      | am 1. Dezember, auf einer Fläche von 1915 ha, in 398 Häusern, davon 2573 Katholiken, zehn Protestanten und 187 Juden |
| 1890 | 2503      | [ 8 ] |
| 1895 | 2484      | am 2. Dezember |
| 1900 | 2424      | meist katholische Einwohner                                                                                          |
| 1905 | 2209      | [ 8 ] |
| 1910 | 1956      | [ 14 ] [ 15 ] [ 8 ]                                                                                                  |

| Anzahl Einwohner seit 1945                     | Anzahl Einwohner seit 1945 | Anzahl Einwohner seit 1945 | Anzahl Einwohner seit 1945 | Anzahl Einwohner seit 1945 | Anzahl Einwohner seit 1945 | Anzahl Einwohner seit 1945 | Anzahl Einwohner seit 1945 | Anzahl Einwohner seit 1945 |
| Jahr                                           | 1962                       | 1968                       | 1975                       | 1982                       | 1990                       | 1999                       | 2007                       | 2017                       |
| ---------------------------------------------- | -------------------------- | -------------------------- | -------------------------- | -------------------------- | -------------------------- | -------------------------- | -------------------------- | -------------------------- |
| Einwohner                                      | 1708                       | 1753                       | 1703                       | 1774                       | 1802                       | 1830                       | 1860                       | 2121                       |
| Quelle: Gemeindeverzeichnis, Cassini und INSEE |                            |                            |                            |                            |                            |                            |                            |                            |

## Sehenswürdigkeiten
- Die den Ort vollständig umschließende doppelte Stadtmauer mit zahlreichen Wehrtürmen und dem westlichen Obertor als Stadttor wurde im 14. Jahrhundert errichtet und im 16. Jahrhundert erneuert. Das östliche Untertor existiert nicht mehr. Der Zwinger zwischen den beiden Stadtmauern wird heutzutage von Privatgärten eingenommen. Die äußere Stadtmauer ist vollständig begehbar. Die innere Stadtmauer besteht aus den Außenwänden der Stadthäuser.
- Die Pfarrkirche Notre-Dame de l’Assomption (Mariä Himmelfahrt) wurde von 1320 bis 1347 erbaut, der Innenraum 1718 barock umgestaltet.  Seitenkapelle und Sakristei sind neugotisch. Das Tympanon zeigt eine Anbetung der Könige. 1959 wurden bei einer Restaurierung Fresken aus dem Jahr 1480 wiederentdeckt. Die große Rinkenbach-Orgel von 1903 wurde in ein neubarockes Gehäuse von 1879 eingebaut, bei dem jedoch Originalskulpturen aus dem Jahre 1740 verwendet wurden.
- Das Rathaus stammt aus dem Jahr 1767.
- Die Synagoge wurde in den Jahren 1860 bis 1863 erbaut. Sie ersetzte die mittelalterliche Synagoge (um 1300), die durch einen Brand 1840 zerstört worden war.
- Unter der alten Dorflinde soll nach einer dortigen Inschrift schon im Jahr 1300 ein Fest gefeiert worden sein. Ihr Stammdurchmesser beträgt 1,80 Meter.
- Die Burg Reichenberg (13./20. Jahrhundert) befindet sich in Privatbesitz.
- Auf dem deutschen Soldatenfriedhof sind 5308 im Zweiten Weltkrieg gefallene deutsche Soldaten begraben, die von 1970 bis 1975 aus mehr als 225 Gemeinden des Oberelsass hierher umgebettet wurden.

Ortsbilder
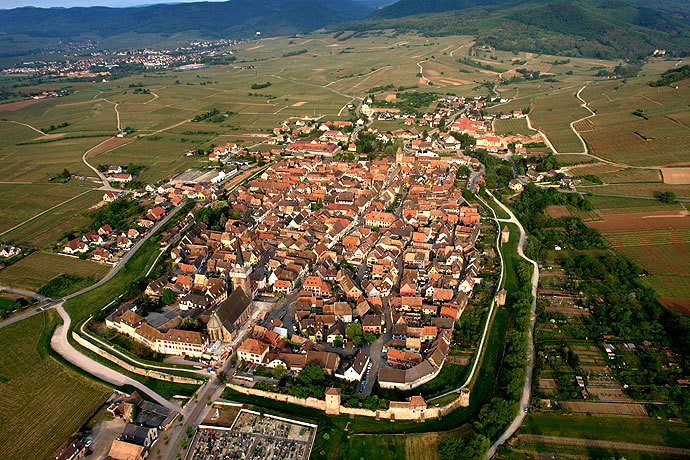
Bergheim (Ansicht von Osten)
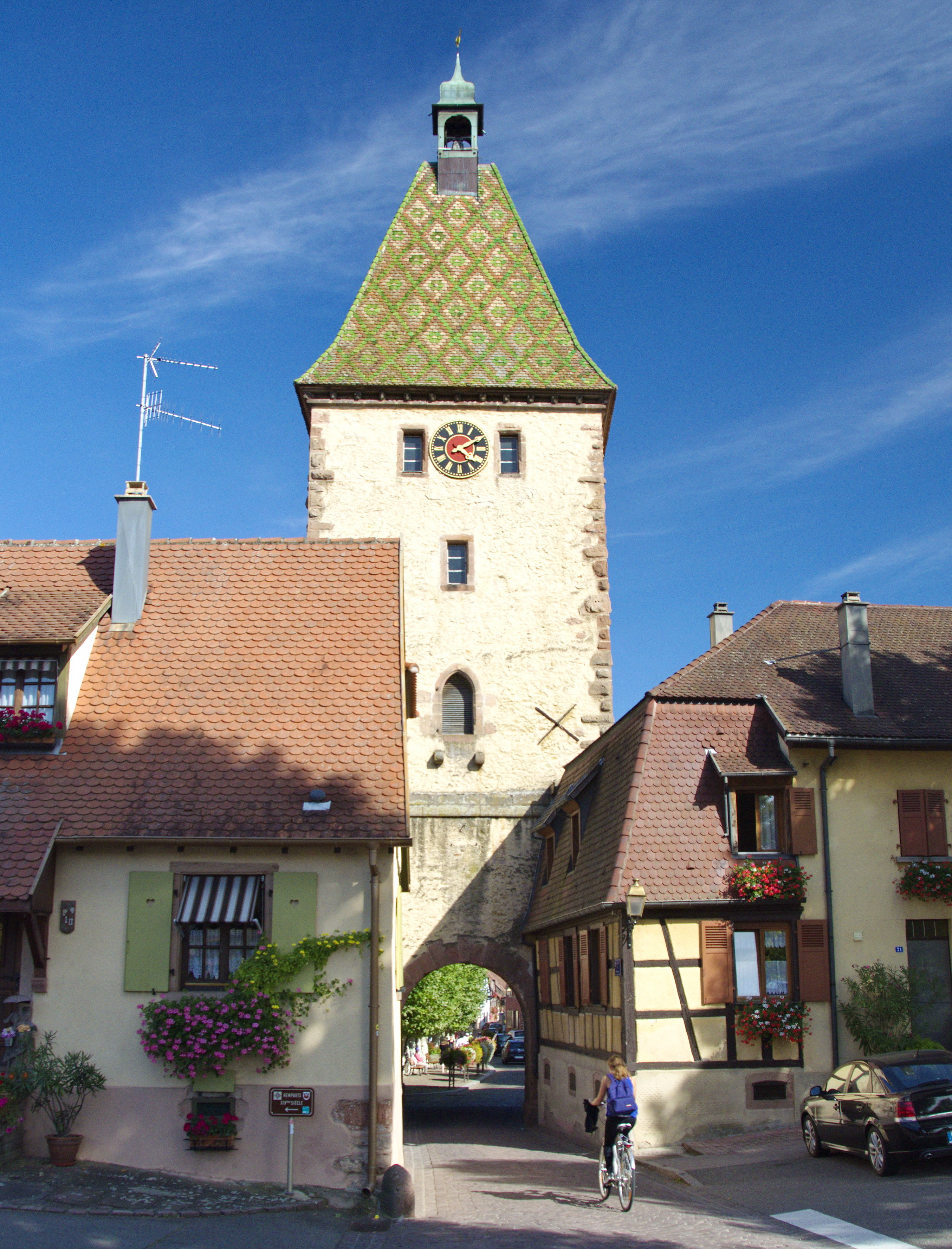
Obertor Feldseite
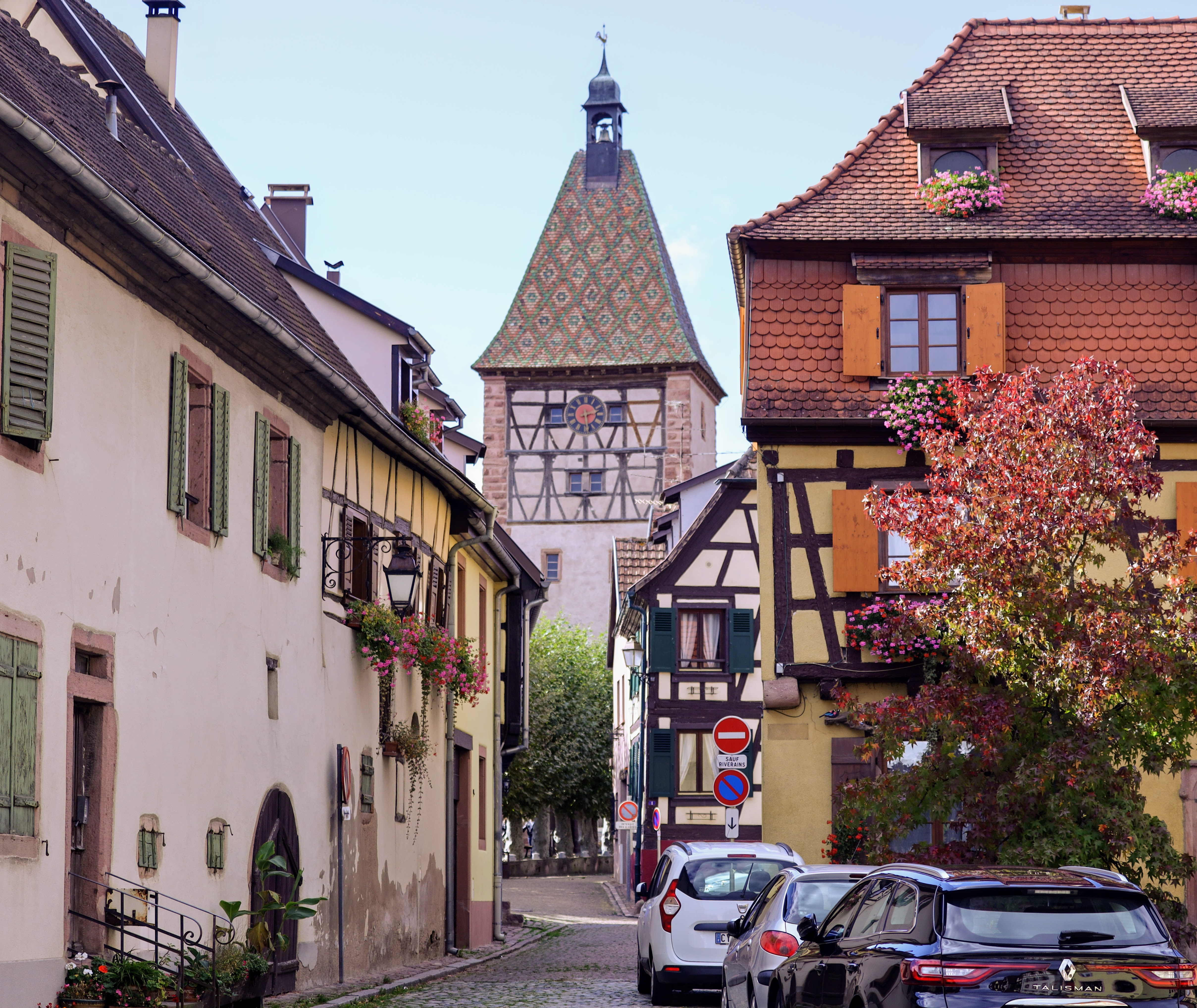
Obertor Stadtseite
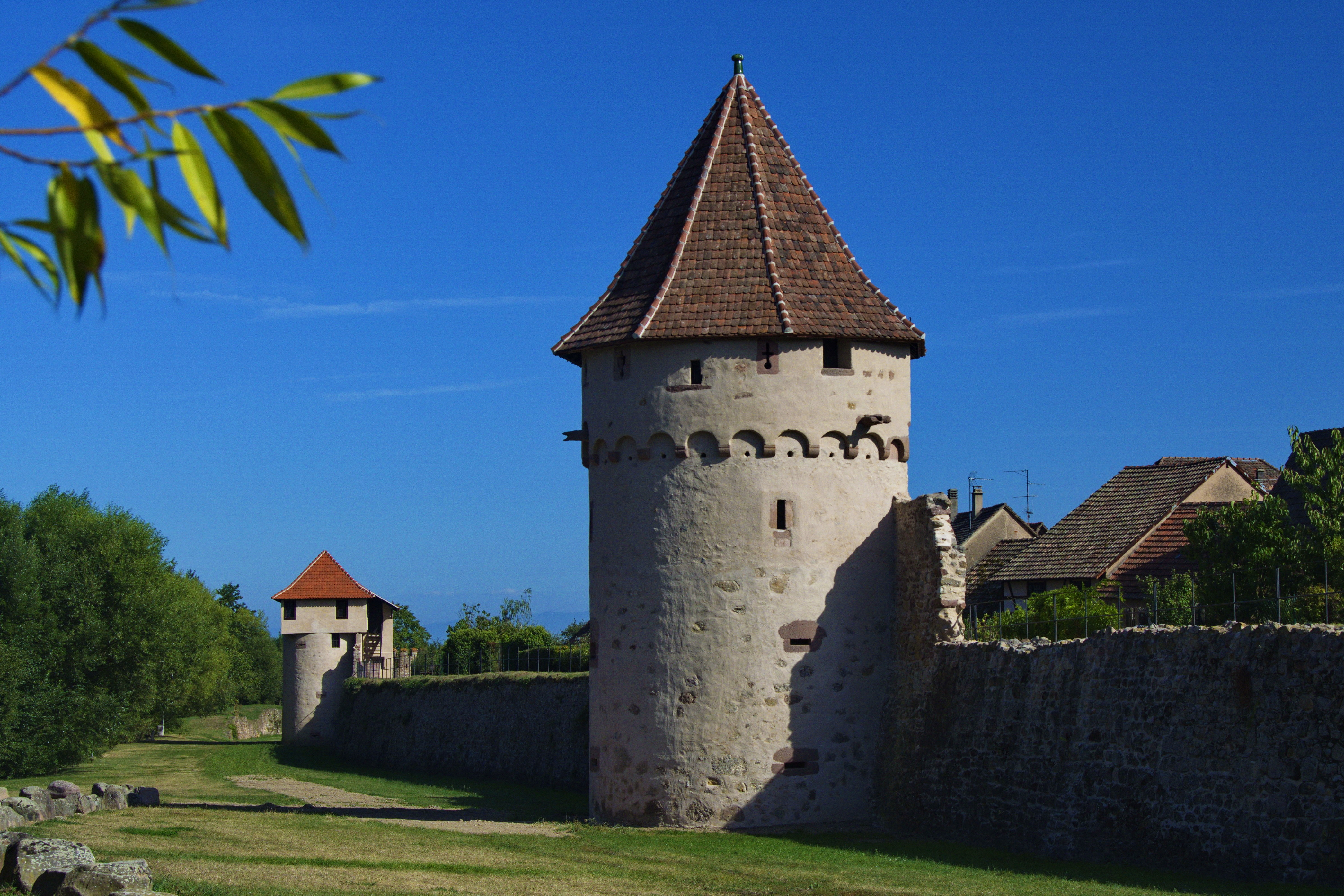
Stadtmauer mit Türmen
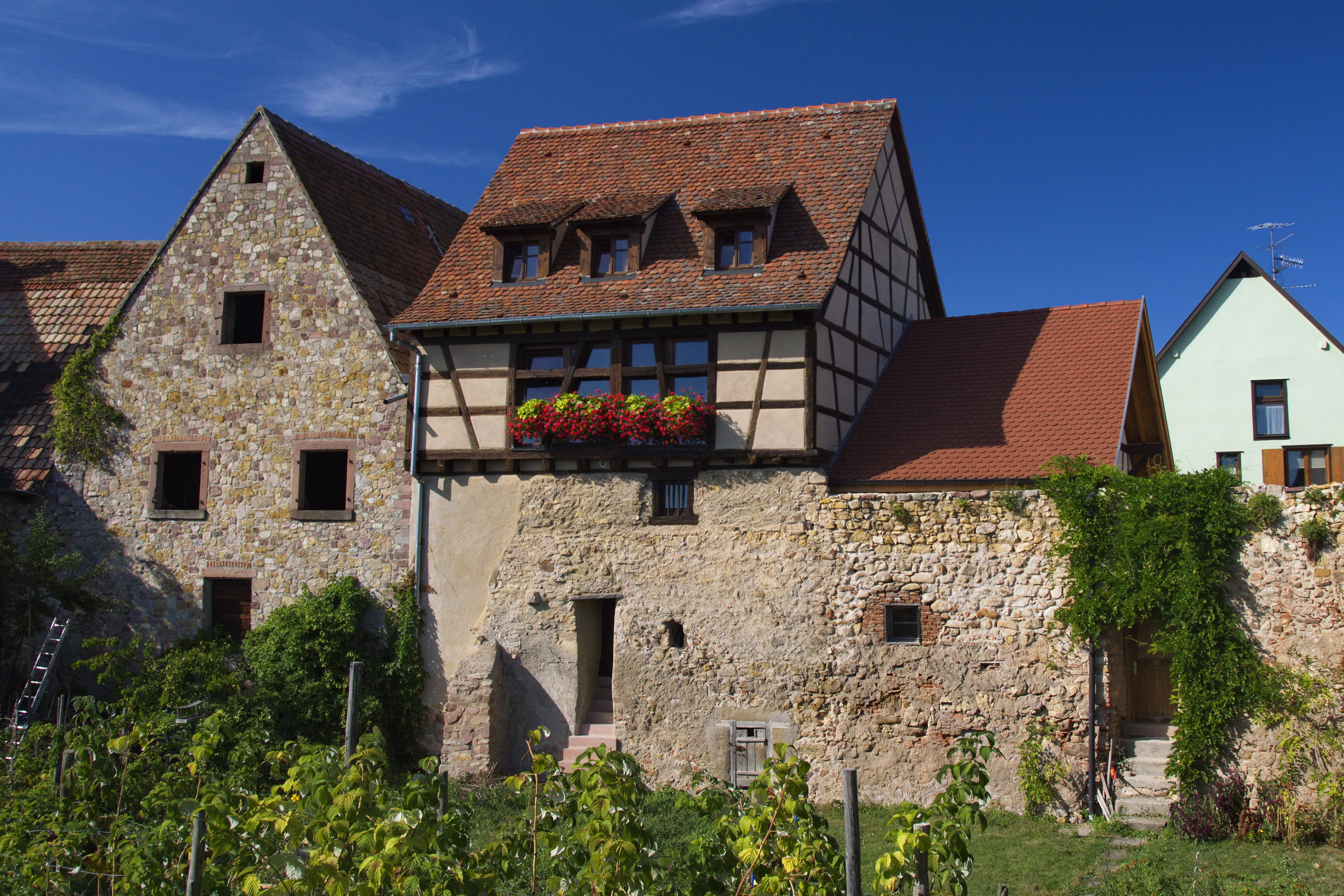
Haus auf der Stadtmauer
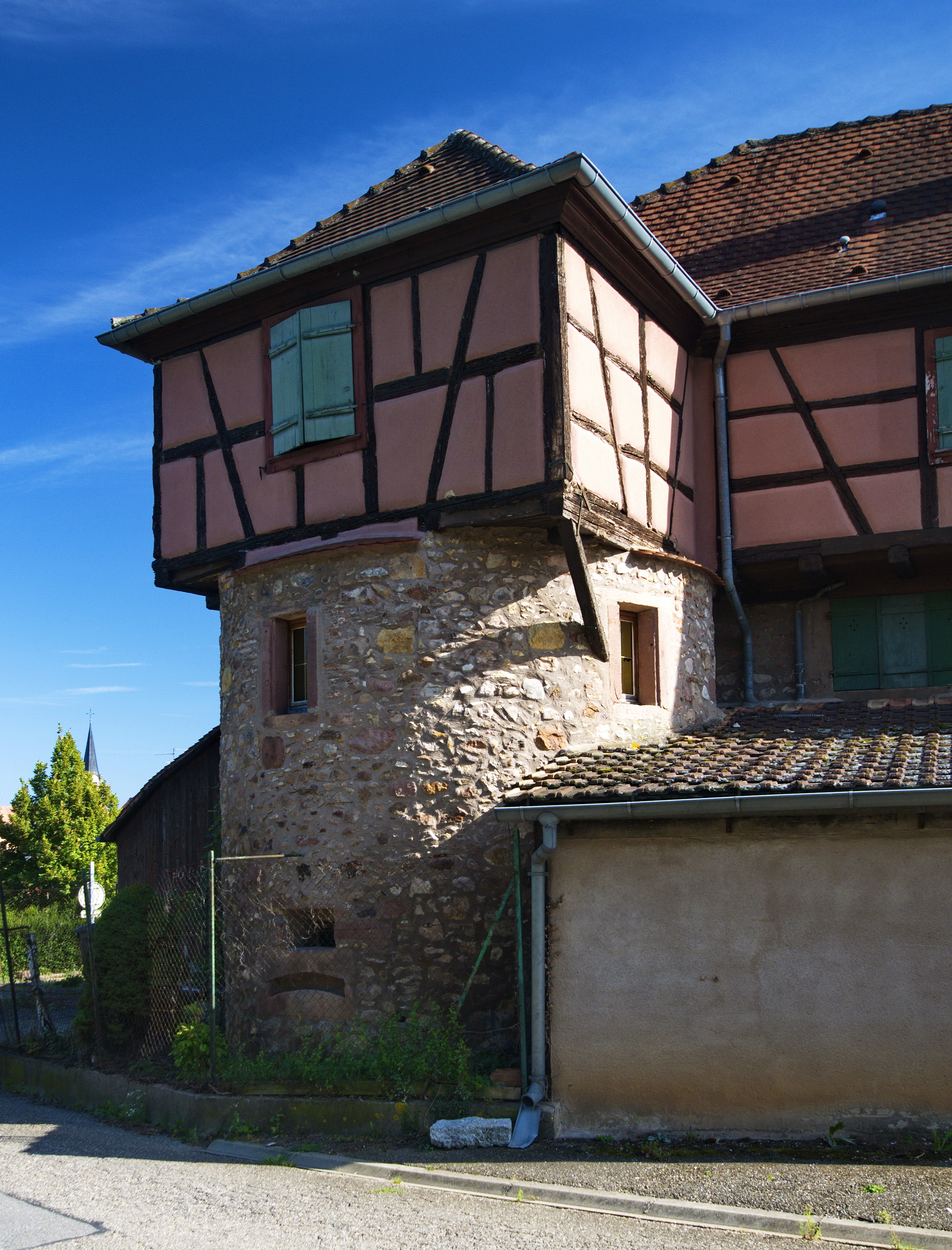
Turm mit Erker
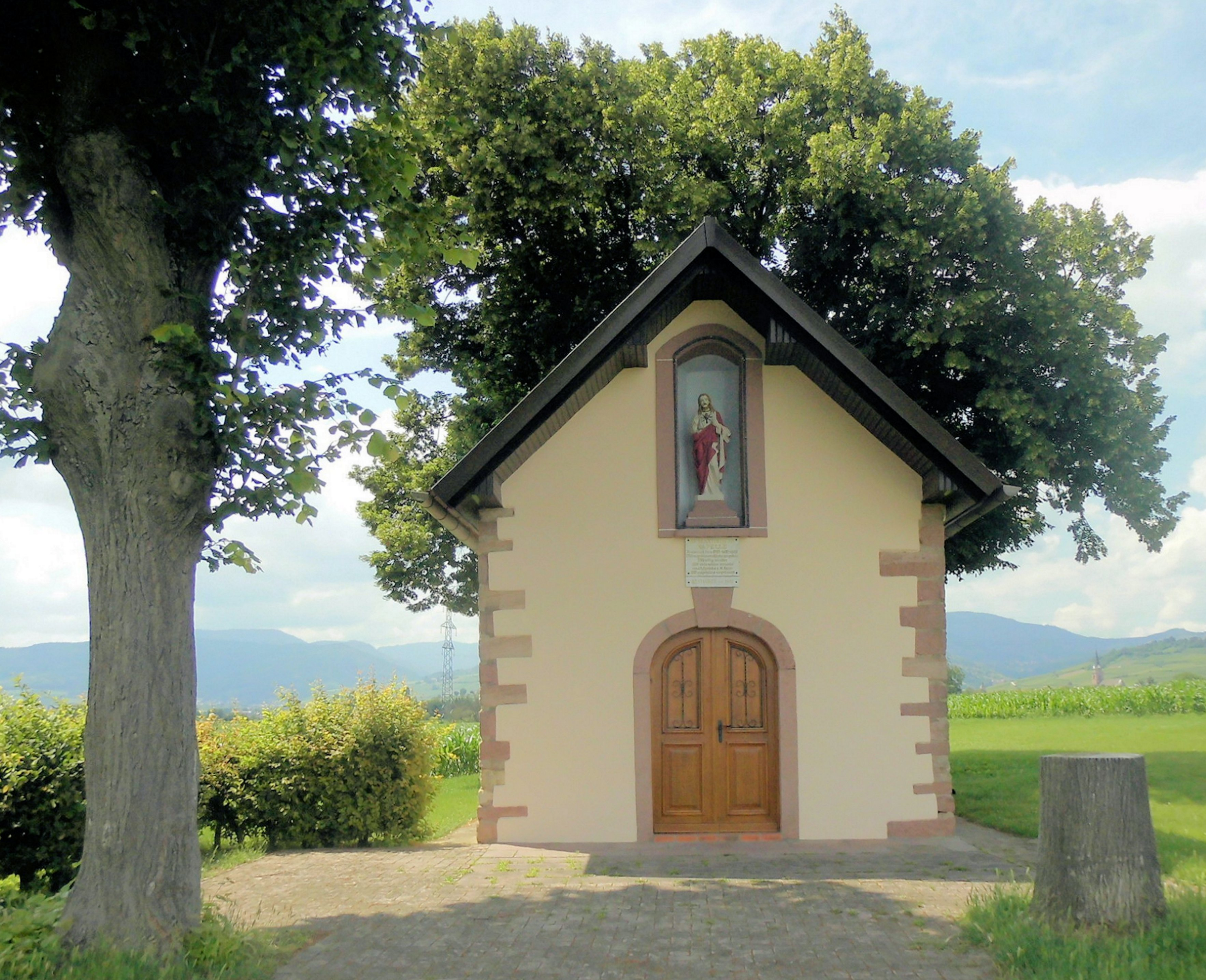
Maximinus-Kapelle
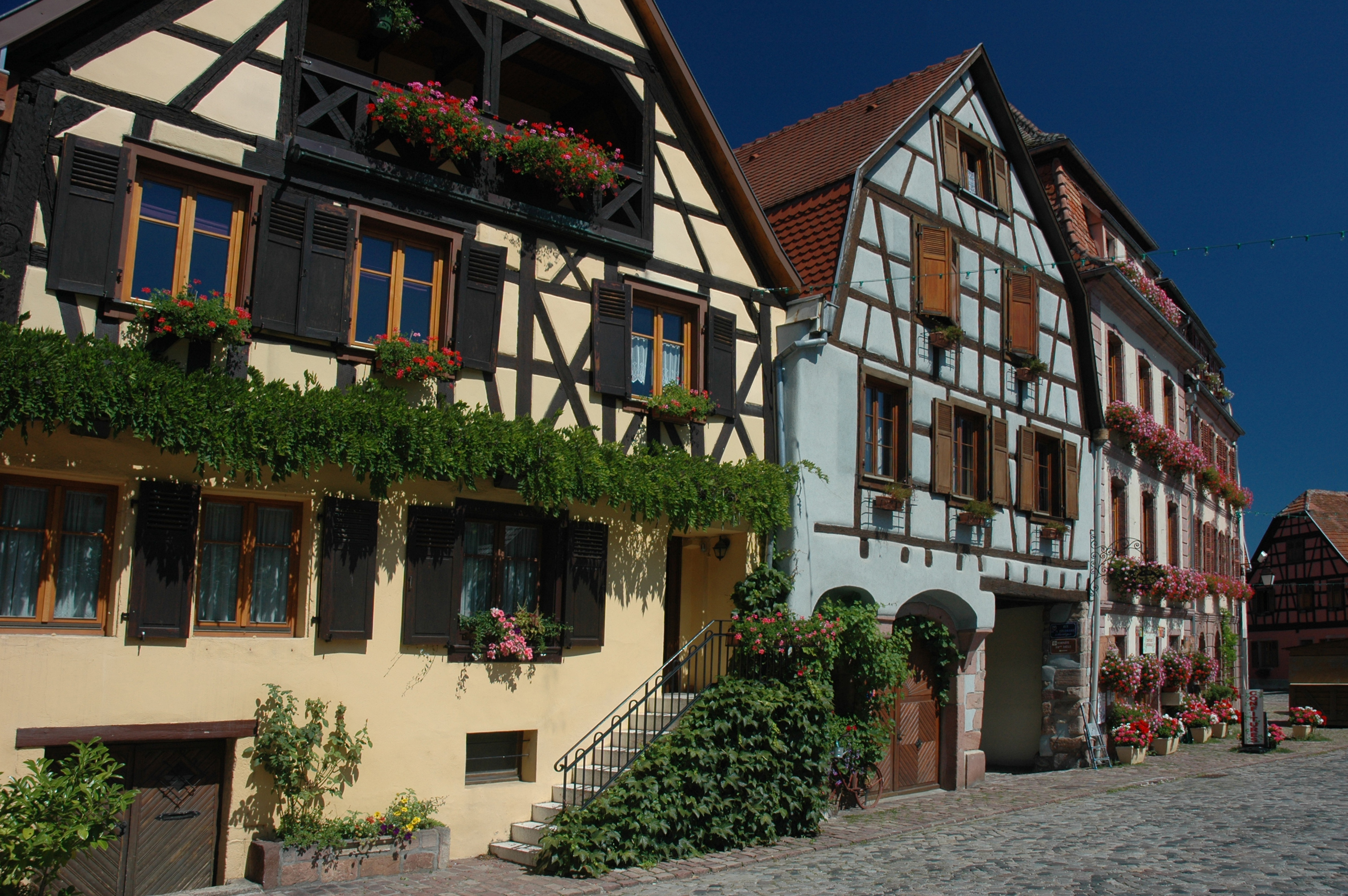
Hauptstraße (Grand Rue)
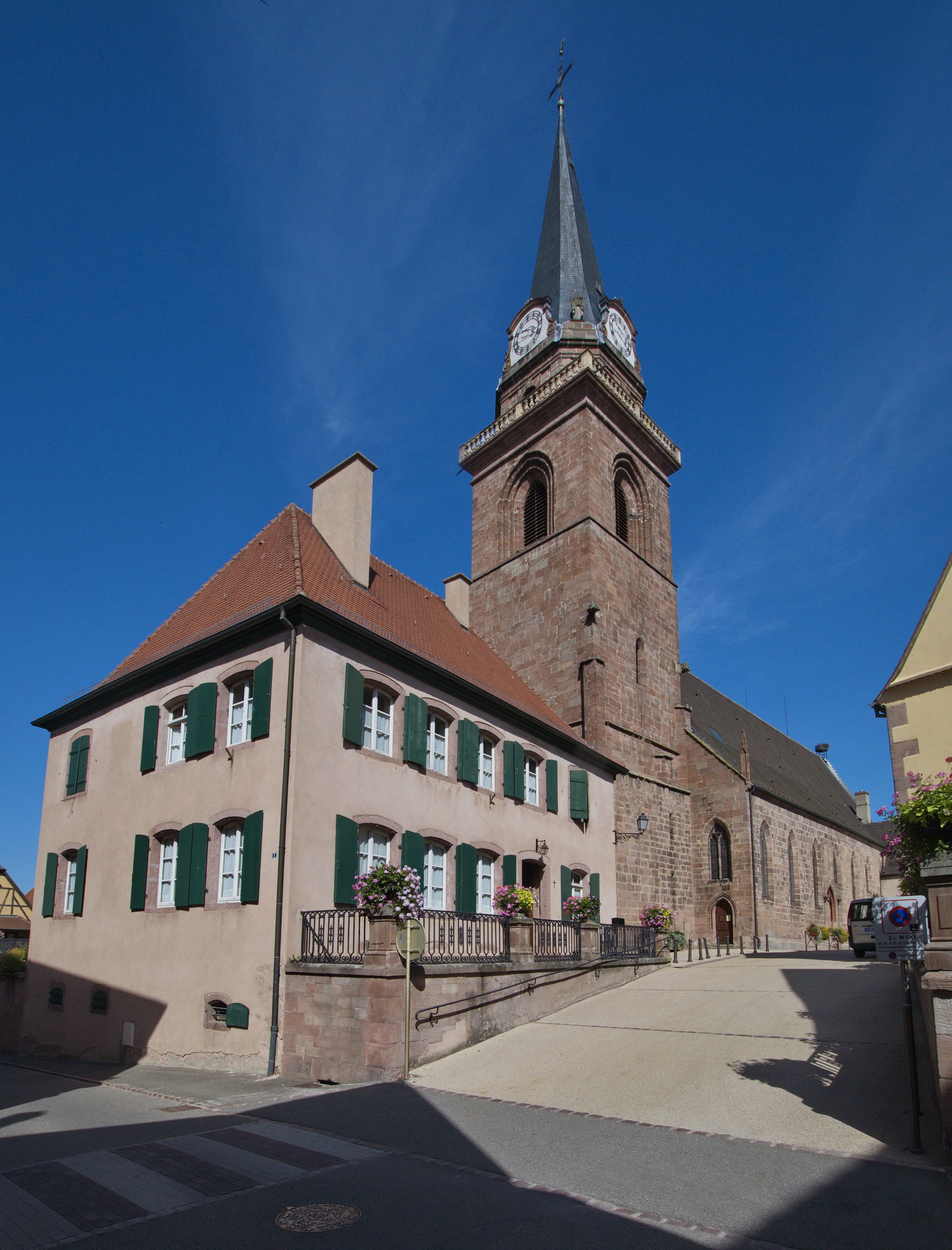
Kirche Mariä Himmelfahrt
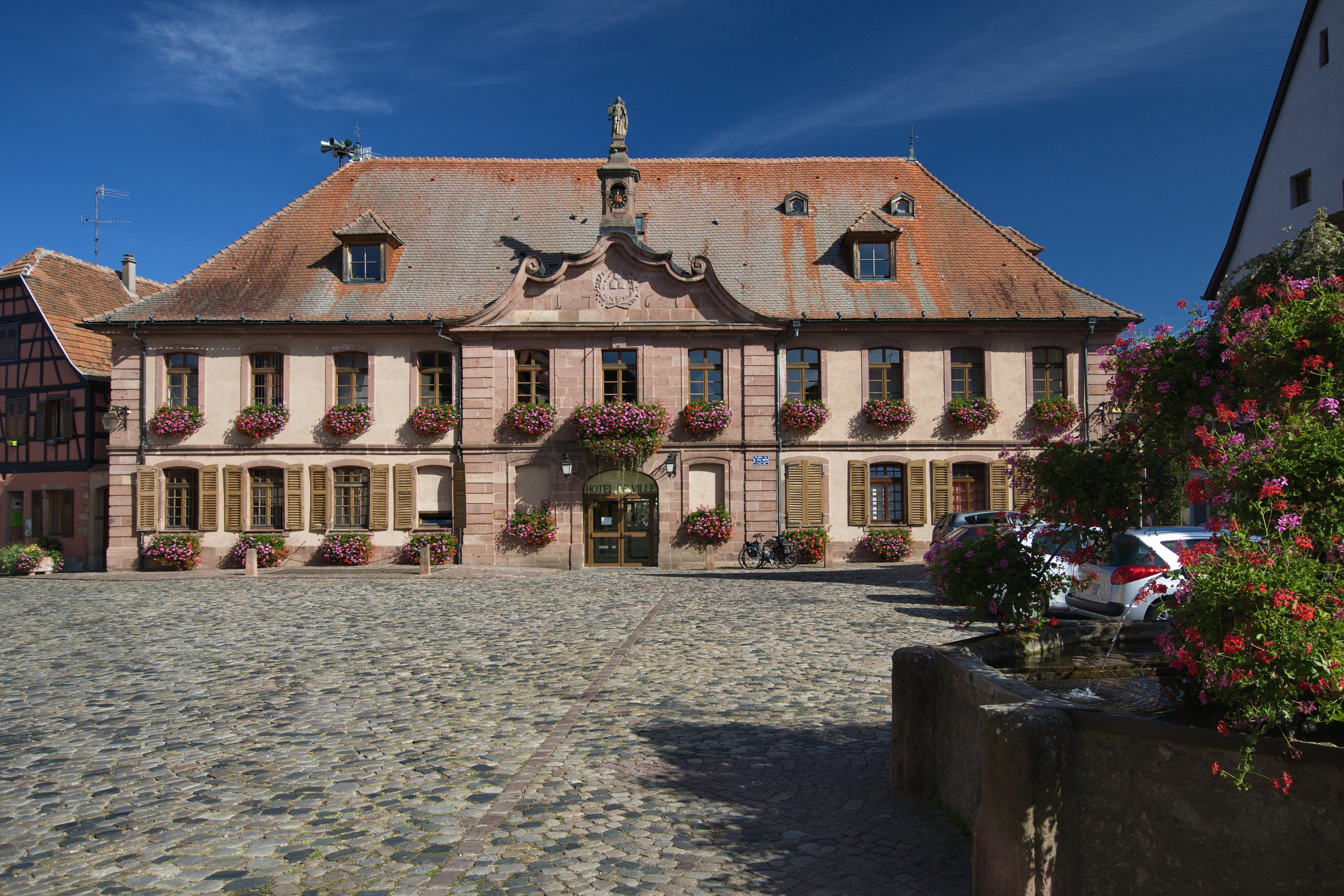
Rathaus (Hôtel de ville)
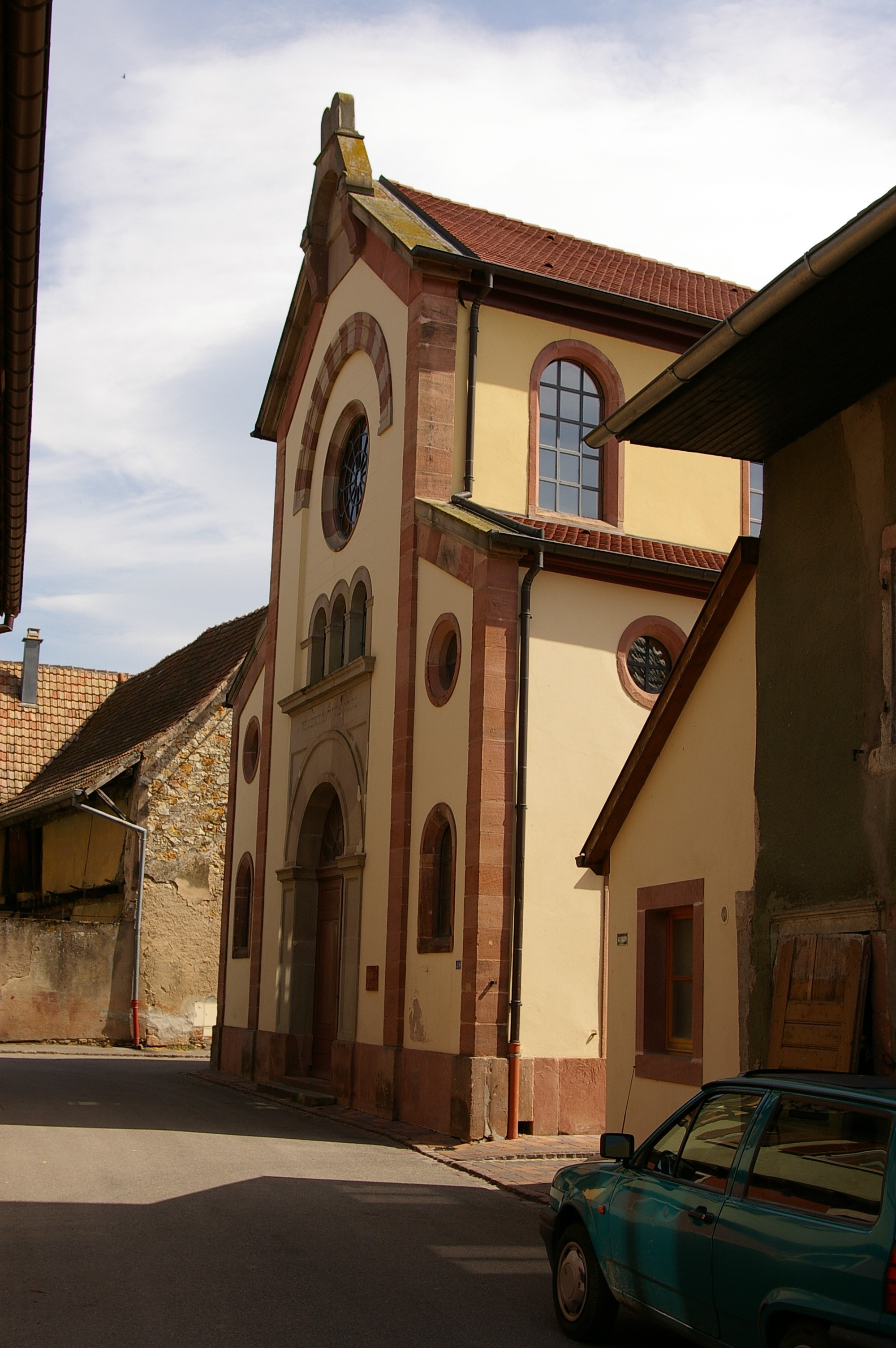
Synagoge
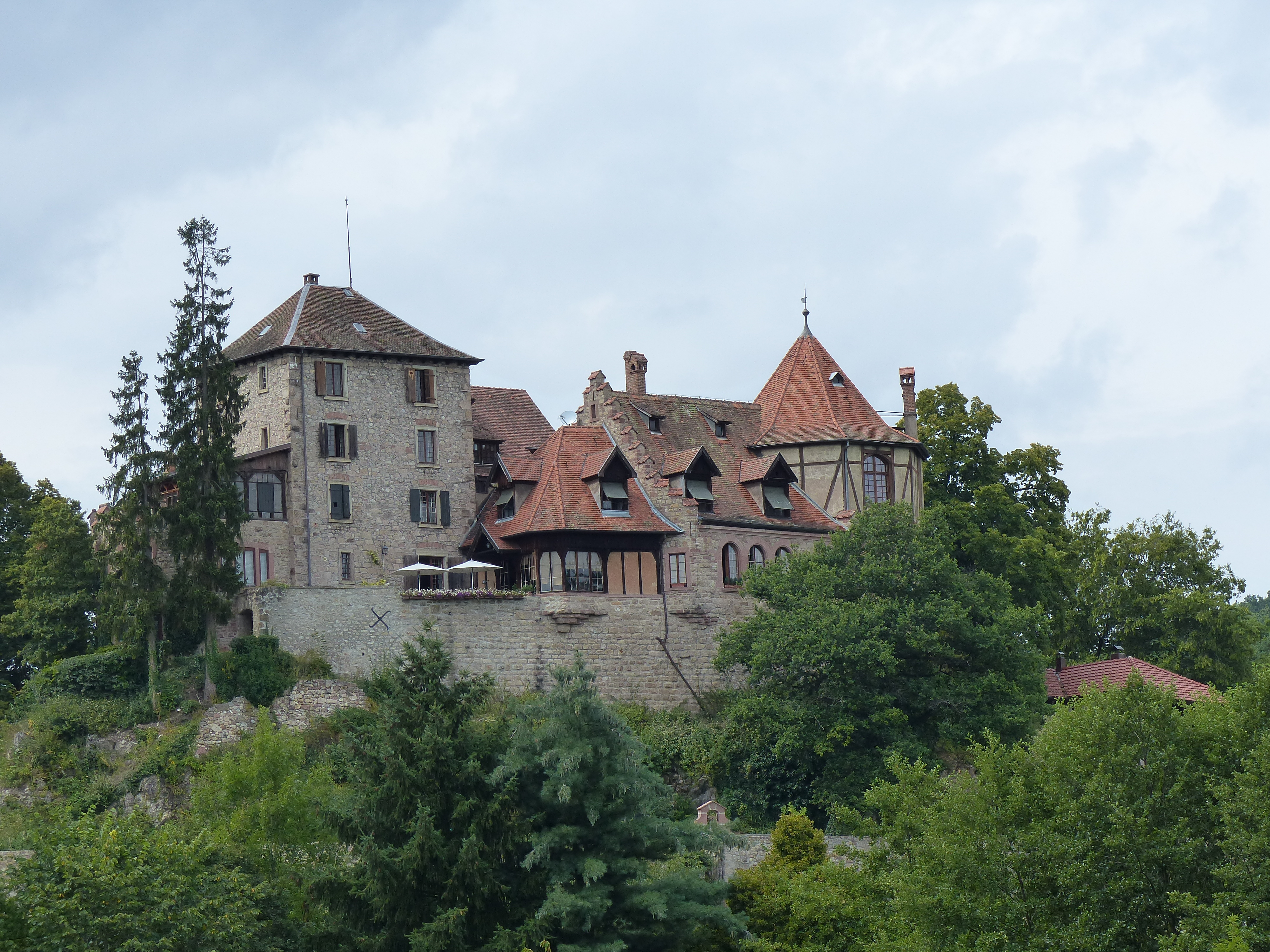
Burg Reichenberg
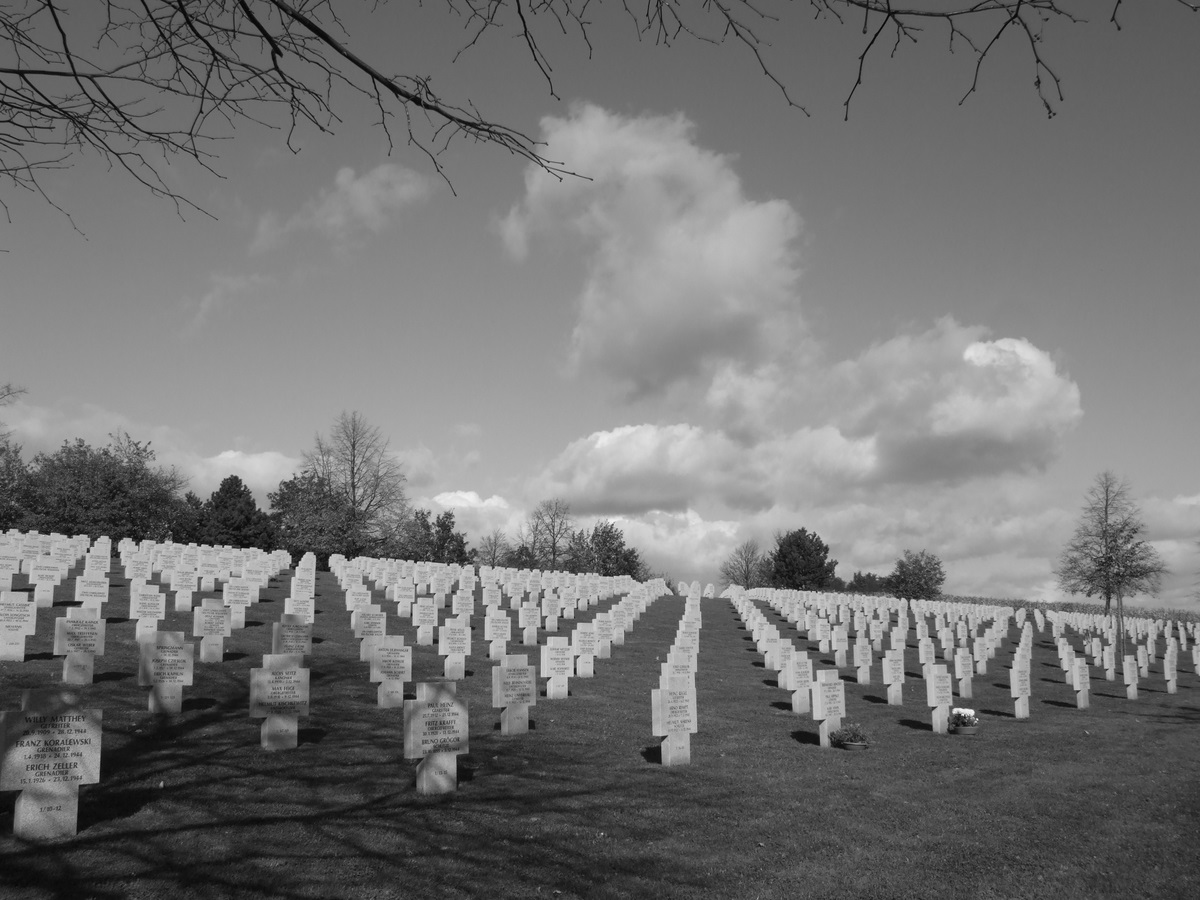
Deutscher Soldatenfriedhof

## Persönlichkeiten
- Johannes Fabricius Montanus (1527–1566), reformierter Geistlicher, Dichter und Universalgelehrter, wurde in Bergheim geboren.
- Dominique François Louis Roget de Belloguet (1795–1872), Geschichtsforscher; wurde in Bergheim geboren.